# Аскалаф (Ахеронтов син)
Аскалаф (грч. Ἀσκάλαφος) је у грчкој митологији био демон.

## Митологија
Био је син Ахерона и Горгире, према Аполодору или Орфне према Овидијевим „Метаморфозама“. Сервије га је називао Стигиним сином. Био је демон у Подземљу који се старао о Хадовом воћњаку. Када је богу рекао да је Персефона појела нар у том врту, што није смела, разбеснео је Деметру и она га је заробила стеном, можда у облику тачкастог гуштера, односно Аскалаба, са којим су га поистовећивали због сличности имена. Херакле је касније успео да га избави из тог затвора, али га је богиња тада претворила у крештаву (или краткоуху) сову (ascalaphos), врсту која није била иста као она која је била симбол богиње Атене и која је била повезивана са богом Подземља. Према Овидију, у сову га је претворила Персефона и то тако што га је попрскала водом Флегетона. Птица у коју га је преобразила је била ружна, са крупном главом и светлећим очима и наговештавала је несрећу.

## Тумачење
Према Роберту Гревсу, краткоуха сова се сматрала птицом злосутницом, а мит о њој је проистекао зато што се ова птица оглашава у новембру, када је почињио период од три месеца који је Персефона проводила у Подземљу.